# Зигмаринген
Зигмаринген град је у њемачкој савезној држави Баден-Виртемберг. Једно је од 25 општинских средишта округа Зигмаринген. Посједује регионалну шифру (AGS) 8437104, NUTS и LOCODE код.

## Географски и демографски подаци
Град се налази на надморској висини од 578–794 метра. Површина општине износи 92,8 km².

## Становништво
У самом граду је, према процјени из 2010. године, живјело 16.451 становника. Просјечна густина становништва износи 177 становника/km².

## Међународна сарадња
| Мјесто | Држава    | Врста сарадње | Од    |
| ------ | --------- | ------------- | ----- |
|        | Француска | контакт       | 2000. |
| Фејер  | Мађарска  | контакт       | 2000. |
| Извор  |           |               |       |